# Cairo Open 1975
Il Cairo Open 1975 è stato un torneo di tennis giocato sulla terra rossa. È stata la 9ª edizione del torneo che fa parte del Commercial Union Assurance Grand Prix 1975. Si è giocato a Il Cairo in Egitto dal 3 al 9 marzo 1975.

## Campioni

### Singolare maschile
Manuel Orantes ha battuto in finale  François Jauffret con il punteggio di 6–0, 4–6, 6–1, 6–3

### Doppio maschile
Antonio Muñoz /  Manuel Orantes hanno battuto in finale  Jaime Pinto-Bravo /  Belus Prajoux con il punteggio di 3–6 6–3 6–4 7–5